# Vanonus brevicornis
Vanonus brevicornis là một loài bọ cánh cứng trong họ Aderidae. Loài này được Perris miêu tả khoa học năm 1869.